# Oaxaca de Juárez
Pour les articles homonymes, voir Oaxaca et Juárez.
 (février 2013).
Si vous disposez d'ouvrages ou d'articles de référence ou si vous connaissez des sites web de qualité traitant du thème abordé ici, merci de compléter l'article en donnant les références utiles à sa vérifiabilité et en les liant à la section « Notes et références ».
Oaxaca de Juárez (prononcé : [waˈxaka ðe ˈxwaɾes]), ou plus simplement Oaxaca, est la capitale de l'État d'Oaxaca, le chef-lieu de la municipalité du même nom située dans la région Valles centrales et le district Centro.

## Histoire
Le 25 novembre 1521, Francisco de Orozco y Tovar concentra ses troupes à Huaxycacac, où les mexicas, qui avaient colonisé la région et prélevaient des taxes sur les habitants, avaient construit en 1486 un important poste militaire.
Le 14 septembre 1522, une cédule royale autorisa l'établissement d'une ville sur ce lieu, qui reçut le nom d'Antequera de Oaxaca.
Ses plans furent tracés par Alonso Garcia Bravo, qui avait précédemment travaillé à ceux de la ville de Mexico.
La ville coloniale a été fondée en 1532 par des colons espagnols ayant suivi les conquistadors de Hernán Cortés.
Elle fut par la suite baptisée en hommage au président Benito Juárez, (qui est né dans les environs).
Dans la région se trouvent d’importants sites archéologiques zapotèques : Monte Albán et Mitla, entre autres.
Oaxaca comporte de nombreux édifices coloniaux, même si des tremblements de terre ont endommagé ou détruit une grande partie des bâtiments les plus anciens. Le Templo de Santo Domingo est devenu un musée exposant les objets trouvés à Monte Albán. La ville possède aussi une cathédrale et une importante université.
Enfin, un musée y est consacré au peintre Rufino Tamayo qui regroupe certaines de ses œuvres ainsi que des objets précolombiens.
En 1979 y fut fondée la Conférence permanente des partis politiques d'Amérique latine (COPPPAL).
En 2006, un important mouvement social secoue la ville.

## Géographie
La ville de Oaxaca est située dans une vallée de la Sierra Madre del Sur, rive gauche de la rivière Atoyac de Oaxaca à la vallée fertile. Elle est le plus important noyau de cette région montagneuse traversée par la route panaméricaine.
La région bénéficie d'un climat semi-aride-chaud, la température moyenne annuelle est de 22 °C ; avec des précipitations élevées en été.
| Mois                                | jan. | fév. | mars | avril | mai  | juin  | jui.  | août  | sep.  | oct. | nov. | déc. | année |
| ----------------------------------- | ---- | ---- | ---- | ----- | ---- | ----- | ----- | ----- | ----- | ---- | ---- | ---- | ----- |
| Température minimale moyenne (°C)   | 9    | 10,2 | 12,7 | 14,7  | 15,8 | 15,9  | 15,1  | 14,9  | 15,1  | 13,7 | 11,5 | 9,7  | 9     |
| Température moyenne (°C)            | 18,2 | 19,7 | 22,5 | 24,2  | 23   | 24,5  | 22,1  | 21,9  | 21,7  | 21   | 19,6 | 18,3 | 21,4  |
| Température maximale moyenne (°C)   | 27,3 | 29,2 | 32,2 | 33,8  | 33,2 | 30,1  | 29    | 29    | 28,2  | 28,3 | 27,8 | 26,9 | 33,8  |
| Record de froid (°C)                | −2,1 | 1    | 5,4  | 2,5   | 9,3  | 9     | 9,8   | 9,6   | 8,2   | 5    | −1   | −0,5 | −2,1  |
| Record de chaleur (°C)              | 38,5 | 37   | 40,5 | 41,6  | 43   | 40    | 36,7  | 35,5  | 35    | 35,5 | 34,6 | 34   | 43    |
| Précipitations (mm)                 | 1,9  | 7    | 15,8 | 45,3  | 91   | 172,1 | 119,9 | 116,7 | 149,5 | 49   | 13,2 | 4,1  | 785,5 |
| Nombre de jours avec précipitations | 0,8  | 1,6  | 2,6  | 6     | 11,3 | 17,2  | 16,5  | 16    | 16,8  | 8,1  | 2,7  | 1    | 100,6 |

## Localités

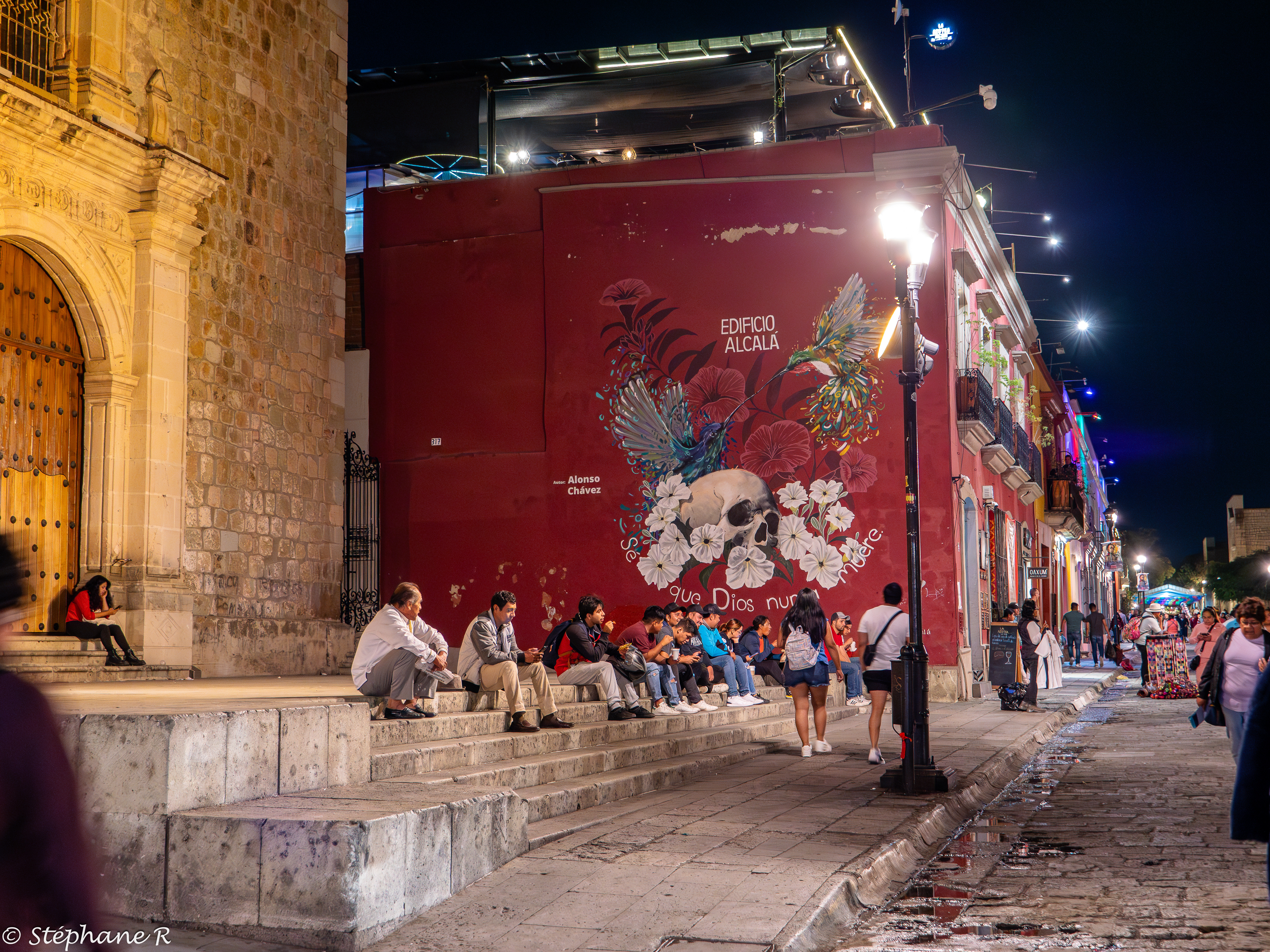
peinture murale d'Alonso Chavez devant le temple de sangre de Christo

La municipalité de Oaxaca de Juárez comprend 36 localités, dont deux de plus de 500 habitants.
La superficie de la municipalité est passée de 85,48 km2 en 2000 à 86,98 km2 en 2005 d'après les données des recensements de l'état de Oaxaca.
| Localités principales    | Population | Code INEGI |
| Total de la municipalité | 263 357    | 20067      |
| Oaxaca de Juárez         | 255 029    | 200670001  |
| Viguera                  | 4 608      | 200670051  |
| Guadalupe Victoria       | 442        | 200670055  |
| Arbolada Ilusión         | 386        | 200670075  |
| La Loma                  | 355        | 200670069  |
| Los Ángeles Uno          | 348        | 200670072  |

## Cinéma et spectacles
La ville accueille chaque année au mois de novembre un festival international de cinéma indépendant, le Oaxaca Film Fest. Ce festival est l'un des rendez-vous incontournable du cinéma mexicain.
L'Auditorio Guelaguetza, un auditorium construit pour cela, accueille chaque année les célébrations de la Guelaguetza (es), la fête du folklore local.

## Sports
Dans la ligue mexicaine de baseball, les Guerreros de Oaxaca sont basés à Oaxaca où se trouve leur stade, l'Estadio Lic. Eduardo Vasconcelos, enceinte de 7 000 places.

## Jumelage
- Rueil-Malmaison (France)

## Politique
En 2006, la violente répression de la contestation mène à la Révolte de Oaxaca et à la Commune de Oaxaca.